# Адріан Петре
Адріан Петре (рум. Adrian Petre, нар. 11 лютого 1998, Арад) — румунський футболіст, нападник клубу «Есб'єрг».

## Клубна кар'єра
Народився 11 лютого 1998 року в місті Арад. Вихованець юнацьких команд футбольних клубів «Атлетіко» та УТА зі свого рідного міста.
У дорослому футболі дебютував 2015 року виступами за команду клубу УТА (Арад), в якій провів два сезони, взявши участь у 39 матчах чемпіонату. У складі УТА був одним з головних бомбардирів команди, маючи середню результативність на рівні 0,74 голу за гру першості.
2017 року приєднався складу данського клубу «Есб'єрг». Станом на 20 червня 2019 року відіграв за команду з Есб'єрга 59 матчів в національному чемпіонаті.

## Виступи за збірні
2015 року дебютував у складі юнацької збірної Румунії, взяв участь у 3 іграх на юнацькому рівні, відзначившись одним забитим голом.
З 2017 року залучався до матчів молодіжної збірної Румунії, у її складі поїхав на молодіжний чемпіонат Європи 2019 року в Італії. Там у матчі групового етапу з Хорватією (4:1) забив гол і допоміг своїй команді вийти в плей-оф.

## Титули і досягнення
- Володар Кубка Румунії (1):

ФКСБ: 2019–20